# Carta d'Arístees
Carta d'Arístees és un epístola escrita per Arístees o Aristeu, que es presenta com a funcionari de Ptolemeu II Filadelf (284 aC-246 aC), distingit per les seves habilitats militars, i que es dirigeix al seu germà Filòcrates.
En la carta explica com el rei egipci el va enviar a buscar el llibre de la llei jueva a Jerusalem per poder-lo incloure a la seva biblioteca, i el va acompanyar el cap de la guàrdia personal del rei, Andrees; van portar regals al temple i van obtenir un exemplar de la llei o Pentateuc de l'alt sacerdot Eleasar, que seria traduït al grec per un cos de setanta savis, sis per cada tribu; els setanta es van allotjar a Paros a Alexandria i en 22 dies van fer la traducció.
La carta afegeix entusiastes elogis per la llei jueva i la seva saviesa, i pretén demostrar la superioritat d'aquesta llei sobre l'hel·lenisme.
Fou redactada probablement a la segona meitat del segle ii aC (més de 100 anys després de la data que esmenta la carta) o fins i tot hi ha autors que creuen que fou redactada en el segle I aC o segle I dC